# Психоанализа и религия
Психоанализа и религия (на английски: Psychoanalysis and Religion) е книга от 1950 г. на немския психоаналитик Ерих Фром. В нея автора се опитва да обясни целите на психоанализата във връзка с етиката и религията. Това е третата книга на Ерих Фром. На български език книгата е издадена като част от събраните съчинения на Ерих Фром, том VI.

## Предисловие
В предисловието на първото издание, Фром обяснява, че Психоанализа и религия е продължение на мислите изразени в неговата книга от 1947 г. „Човекът за самия себе си“. Той твърди че не утвърждава, че тезата му в книгата се прилага към всички изследователи и практикуващи в полето на психоанализата.
| „                                           | Тази книга може да се смята за продължение на „Човекът за самия себе си“ – изследване на психологията на морала. Етика и религия са тясно свързани, между тях има определени пресечни точки. В тази книга съм обърнал внимание, не на етиката, а на религията. Възгледа, изразен в главите по-долу в никакъв случай не е общоприет за „психоанализата“. Има психоаналитици, които изповядват религия, има и други, смятащи интереса към религията за симптом на неразрешени емоционални конфликти. Моята позиция по-скоро е характерна за трета група психоаналитици. | “ |
| Психоанализа и религия, за линк виж по-долу | |   |

## Българско издание
- Дзен-будизъм и Психоанализа, том VI, издателство „Захарий Стоянов“, 2016